# Louis Hall
Pour les articles homonymes, voir Hall.
Louis Hall est un joueur de cricket anglais né le 1er novembre 1852 à Batley et mort le 19 novembre 1915 à Morecambe. Batteur au style de jeu très défensif, il effectue la totalité de sa carrière professionnelle au Yorkshire County Cricket Club, de 1873 à 1894.

## Biographie
Louis Hall naît le 1er novembre 1852 à Batley, dans le Yorkshire. Il joue pour le club de la ville à sa création, en 1871. En 1873, il est mis à l'essai par le Yorkshire County Cricket Club. Peu convaincu, le club ne le conserve pas et il devient professionnel dans le Perthshire. Une deuxième chance se présente à lui quand, en 1878, au cours d'un match entre 18 joueurs et l'équipe d'Australie, il réalise une manche de 78 courses, ce qui pousse le Yorkshire à le réintégrer.
Si ses premières saisons y sont difficiles, il accumule en cricket « première-classe » avec le club 911 courses en 1883. Cette année-là, il connaît sa première sélection avec l'équipe des « Players » (professionnels) pour le match Gentlemen v. Players. Il sera à nouveau choisi les deux années suivantes. En 1884, il réussit deux manches de 96 et 135 courses dans le même match contre le Middlesex. Nommé capitaine du Yorkshire en 1882, mais souvent absent à cause de ses études à l'université de Cambridge, Lord Hawke prend le poste de manière permanente en 1886. Pour asseoir son autorité, il écarte Tom Emmett de toute décision en nommant Louis Hall vice-capitaine. Ce dernier marque 811 courses avec l'équipe en 1886 et 997 en 1887. Cette année-là, il totalise 1544 courses en parties catégorisées première-classe à la moyenne de 41. Il reste un premier choix pour le Yorkshire jusqu'en 1892.
Durant ses années avec le Yorkshire, il officie parfois en tant que capitaine lorsque Lord Hawke est absent. Après sa carrière de joueur, il officie occasionnellement en tant qu'arbitre et entraîne l'équipe de cricket d'Uppingham School. Il meurt le 19 novembre 1915 à Morecambe dans le Lancashire.

## Style
Louis Hall est un batteur qui joue en tant qu'ouvreur, c'est-à-dire qu'il est l'un des deux premiers batteurs de son équipe sur le terrain. Au sein du Yorkshire, il est associé à ce poste avec George Ulyett. Son style de jeu, peu spectaculaire et très défensif, compense celui plus risqué de certains de ses coéquipiers. Lorsqu'il trouve sa place au sein du club, il a la réputation d'être abstème à une époque où l'alcoolisme est un problème largement répandu parmi ses coéquipiers.

## Statistiques
En 315 matchs catégorisés première-classe, Louis Hall marque 11 095 courses à la moyenne de 23,06, pour un meilleur score de 160 courses. À onze reprises, lui et George Ulyett réussissent une association de plus de cent courses en tant qu'ouvreurs du Yorkshire.

## Honneurs
- Un des Wisden Cricketers of the Year (sous l'intitulé « Neuf grands batteurs de l'année ») en 1890.